# Seznam dílů seriálu Přístav
Toto je seznam dílů seriálu Přístav. Český seriál Přístav je vysílán od 26. srpna 2015 na TV Prima. Seriál vypráví o setkání dvou nejlepších kamarádů Marka Skály (Martin Dejdar) a Romana Mareše (Filip Blažek).

## Přehled řad
| Řada | Díly | Premiéra       | Premiéra         |
| Řada | Díly | První díl      | Poslední díl     |
| ---- | ---- | -------------- | ---------------- |
| 1    | 82   | 26. srpna 2015 | 9. prosince 2016 |
| 2    | 24   | 6. ledna 2017  | 16. června 2017  |

## Díly

### První řada (2015-2016)
| Č. v seriálu | Č. v řadě | Název                      | Režie              | Scénář                                | Datum premiéry     | Sledovanost (v mil.) |
| ------------ | --------- | -------------------------- | ------------------ | ------------------------------------- | ------------------ | -------------------- |
| 1            | 1         | Vyplouváme                 | Jana Rezková       | Lucie Konečná                         | 26. srpen 2015     | 0,959                |
| 2            | 2         | Splněný sen                | Jana Rezková       | Magdaléna Turnovská                   | 2. září 2015       | 0,858                |
| 3            | 3         | Pivo k snídani             | Jana Rezková       | Jan Drbohlav                          | 7. září 2015       | 0,661                |
| 4            | 4         | Dluh                       | Jana Rezková       | Lucie Konečná                         | 9. září 2015       | 0,687                |
| 5            | 5         | Život bez mobilu           | Jaromír Polišenský | Magdaléna Turnovská                   | 14. září 2015      | 0,577                |
| 6            | 6         | Italské rytmy              | Jaromír Polišenský | Jan Drbohlav                          | 16. září 2015      | 0,729                |
| 7            | 7         | Španělský večírek          | Jaromír Polišenský | Lucie Stropnická                      | 21. září 2015      | 0,760                |
| 8            | 8         | Bicykl                     | Jaromír Polišenský | Lucie Konečná                         | 23. září 2015      | 0,705                |
| 9            | 9         | Dokonalá vražda            | Ján Novák          | Magdaléna Turnovská                   | 28. září 2015      | 0,759                |
| 10           | 10        | Vzkaz                      | Ján Novák          | Lucie Stropnická                      | 30. září 2015      | 0,645                |
| 11           | 11        | Sumec                      | Ján Novák          | Lucie Konečná                         | 5. října 2015      | 0,707                |
| 12           | 12        | Striptýz na fakturu        | Ján Novák          | Jan Drbohlav                          | 7. října 2015      | 0,795                |
| 13           | 13        | Bludičky                   | Jana Rezková       | Magdaléna Turnovská                   | 12. října 2015     | 0,737                |
| 14           | 14        | Dva muži ve člunu          | Jana Rezková       | Jan Drbohlav                          | 14. října 2015     | 0,775                |
| 15           | 15        | Klárka                     | Jana Rezková       | Lucie Konečná                         | 19. října 2015     | 0,674                |
| 16           | 16        | Prasklá duše               | Jana Rezková       | Magdaléna Turnovská                   | 21. října 2015     | 0,822                |
| 17           | 17        | Šary vary                  | Jaromír Polišenský | Lucie Konečná                         | 26. října 2015     | 0,729                |
| 18           | 18        | Třicet milionů             | Jaromír Polišenský | Jan Drbohlav                          | 28. října 2015     | 0,735                |
| 19           | 19        | Grandhotel Přístav         | Jaromír Polišenský | Magdaléna Turnovská                   | 2. listopadu 2015  | 0,719                |
| 20           | 20        | Díky, Terezo               | Jaromír Polišenský | Lucie Konečná                         | 4. listopadu 2015  | 0,761                |
| 21           | 21        | Nechci dítě                | Ján Novák          | Lucie Stropnická                      | 9. listopadu 2015  | 0,760                |
| 22           | 22        | Zátoka Open                | Ján Novák          | Jan Drbohlav                          | 11. listopadu 2015 | 0,763                |
| 23           | 23        | Kočka                      | Ján Novák          | Magdaléna Turnovská                   | 16. listopadu 2015 | 0,689                |
| 24           | 24        | Tisíc SMS                  | Ján Novák          | Lucie Konečná                         | 18. listopadu 2015 | 0,801                |
| 25           | 25        | Mona Lisa ze zátoky        | Jana Rezková       | Jan Drbohlav                          | 23. listopadu 2015 | 0,700                |
| 26           | 26        | Líbej mě                   | Jana Rezková       | Magdaléna Turnovská                   | 25. listopadu 2015 | 0,798                |
| 27           | 27        | Dost bylo švestek          | Jana Rezková       | Lucie Konečná                         | 30. listopadu 2015 | 0,753                |
| 28           | 28        | Mobilofilové               | Jana Rezková       | Magdaléna Turnovská                   | 2. prosince 2015   | 0,749                |
| 29           | 29        | Bursíkovy brikety          | Jaromír Polišenský | Jan Drbohlav                          | 7. prosince 2015   | 0,803                |
| 30           | 30        | Had na prsou               | Jaromír Polišenský | Lucie Stropnická                      | 9. prosince 2015   | 0,773                |
| 31           | 31        | Kýč z lásky                | Jaromír Polišenský | Lucie Konečná                         | 14. prosince 2015  | 0,714                |
| 32           | 32        | Tichá hospoda              | Jaromír Polišenský | Jan Drbohlav                          | 16. prosince 2015  | 0,713                |
| 33           | 33        | Jedna nula                 | Jana Rezková       | Magdaléna Turnovská                   | 4. ledna 2016      | 0,620                |
| 34           | 34        | Hoří!                      | Jana Rezková       | Lucie Konečná                         | 6. ledna 2016      | 0,792                |
| 35           | 35        | Las Vegas                  | Jana Rezková       | Magdaléna Turnovská                   | 11. ledna 2016     | 0,672                |
| 36           | 36        | Rozvedená hospoda          | Jana Rezková       | Jan Drbohlav                          | 13. ledna 2016     | 0,771                |
| 37           | 37        | Spiklenci                  | Ján Novák          | Lucie Konečná                         | 18. ledna 2016     | 0,714                |
| 38           | 38        | Letkiss                    | Ján Novák          | Magdaléna Turnovská                   | 20. ledna 2016     | 0,805                |
| 39           | 39        | Pozornost podniku          | Ján Novák          | Jan Drbohlav                          | 25. ledna 2016     | 0,747                |
| 40           | 40        | Zavřeno!                   | Ján Novák          | Magdaléna Turnovská a Jan Drbohlav    | 27. ledna 2016     | 0,740                |
| 41           | 41        | Stříhání hlav              | Jaromír Polišenský | Lucie Stropnická                      | 1. února 2016      | 0,734                |
| 42           | 42        | PIDOS                      | Jaromír Polišenský | Magdaléna Turnovská                   | 3. února 2016      | 0,747                |
| 43           | 43        | Omluva se nepřijímá        | Jaromír Polišenský | Jan Drbohlav                          | 8. února 2016      | 0,796                |
| 44           | 44        | Náš báječný rozvod         | Jaromír Polišenský | Lucie Konečná                         | 10. února 2016     | 0,782                |
| 45           | 45        | Že by láska                | Jana Rezková       | Magdaléna Turnovská                   | 15. února 2016     | 0,766                |
| 46           | 46        | Modelka na půl úvazku      | Jana Rezková       | Jan Drbohlav                          | 17. února 2016     | 0,774                |
| 47           | 47        | Dotočná                    | Jana Rezková       | Lucie Konečná                         | 22. února 2016     | 0,791                |
| 48           | 48        | Kozel                      | Jana Rezková       | Magdaléna Turnovská                   | 24. února 2016     | 0,830                |
| 49           | 49        | Vítej, zlatý hattricku     | Jaromír Polišenský | Jan Drbohlav                          | 29. února 2016     | 0,783                |
| 50           | 50        | Poslední čtení             | Jaromír Polišenský | Lucie Stropnická                      | 2. března 2016     | 0,808                |
| 51           | 51        | Vezmeš si mě?              | Jaromír Polišenský | Lucie Konečná                         | 11. března 2016    | 0,694                |
| 52           | 52        | Holky moje                 | Jaromír Polišenský | Magdaléna Turnovská                   | 18. března 2016    | 0,632                |
| 53           | 53        | Konkurs                    | Ján Novák          | Jan Drbohlav                          | 25. března 2016    | 0,726                |
| 54           | 54        | Ať se houpá                | Ján Novák          | Magdaléna Turnovská                   | 1. dubna 2016      | 0,688                |
| 55           | 55        | Pepova logika              | Ján Novák          | Lucie Konečná                         | 8. dubna 2016      | 0,704                |
| 56           | 56        | Pokoj číslo šest           | Ján Novák          | Jan Drbohlav                          | 15. dubna 2016     | 0,639                |
| 57           | 57        | Kdo to je? Co tu chce?     | Jana Rezková       | Magdaléna Turnovská                   | 22. dubna 2016     | 0,632                |
| 58           | 58        | Koblihy pro Koblihu        | Jana Rezková       | Lucie Konečná                         | 29. dubna 2016     | 0,649                |
| 59           | 59        | Oznámení se zlatou ořízkou | Jana Rezková       | Jan Drbohlav                          | 6. května 2016     | 0,455                |
| 60           | 60        | Něco si stopnu             | Jana Rezková       | Magdaléna Turnovská                   | 13. května 2016    | 0,577                |
| 61           | 61        | Pátkova svatební noc       | Jaromír Polišenský | Lucie Konečná                         | 20. května 2016    | 0,597                |
| 62           | 62        | Mohl bych zůstat?          | Jaromír Polišenský | Lucie Stropnická                      | 27. května 2016    | 0,603                |
| 63           | 63        | Lepší než Krupice          | Jaromír Polišenský | Magdaléna Turnovská                   | 3. června 2016     | 0,571                |
| 64           | 64        | Vyděrač                    | Jaromír Polišenský | Jan Drbohlav                          | 10. června 2016    | 0,503                |
| 65           | 65        | Vítejte, holky!            | Ján Novák          | Lucie Stropnická                      | 17. června 2016    | 0,556                |
| 66           | 66        | Havárie                    | Ján Novák          | Lucie Konečná                         | 24. června 2016    | 0,405                |
| 67           | 67        | Svíčková pro Etiku         | Ján Novák          | Jan Drbohlav, Tomáš Grombíř           | 26. srpna 2016     | 0,414                |
| 68           | 68        | Vítání jara                | Ján Novák          | Magdaléna Turnovská, Tomáš Grombíř    | 2. září 2016       | 0,455                |
| 69           | 69        | Poklad                     | Jana Rezková       | Lucie Konečná, Tomáš Hořava           | 9. září 2016       | 0,505                |
| 70           | 70        | NE                         | Jana Rezková       | Jan Drbohlav, Tomáš Hořava            | 16. září 2016      | 0,520                |
| 71           | 71        | Brácho!                    | Jana Rezková       | Magdaléna Turnovská, Barbora Vlnasová | 23. září 2016      | 0,578                |
| 72           | 72        | Kde je bugina?             | Jana Rezková       | Lucie Stropnická, Barbora Vlnasová    | 30. září 2016      | 0,547                |
| 73           | 73        | Maringotka                 | Jaromír Polišenský | Lucie Konečná, Tomáš Grombíř          | 7. října 2016      | 0,610                |
| 74           | 74        | Duch starého Krupičky      | Jaromír Polišenský | Magdaléna Turnovská, Tomáš Grombíř    | 14. října 2016     | 0,588                |
| 75           | 75        | Rallye Zátoka              | Jaromír Polišenský | Jan Drbohlav, Tomáš Hořava            | 21. října 2016     | 0,521                |
| 76           | 76        | Potřebuju lodivoda!        | Jaromír Polišenský | Lucie Konečná, Tomáš Hořava           | 28. října 2016     | 0,558                |
| 77           | 77        | Ve velkém stylu            | Ján Novák          | Magdaléna Turnovská, Barbora Vlnasová | 4. listopadu 2016  | 0,521                |
| 78           | 78        | Šneci po Burgundsku        | Ján Novák          | Jan Drbohlav, Barbora Vlnasová        | 11. listopadu 2016 | 0,603                |
| 79           | 79        | Třetí bratr                | Ján Novák          | Lucie Konečná, Tomáš Hořava           | 18. listopadu 2016 | 0,565                |
| 80           | 80        | Špičkové ženy              | Ján Novák          | Magdaléna Turnovská, Tomáš Hořava     | 25. listopadu 2016 | 0,654                |
| 81           | 81        | Rybolap                    | Ján Novák          | Jan Drbohlav, Tomáš Grombíř           | 2. prosince 2016   | 0,405                |
| 82           | 82        | Utopenec                   | Ján Novák          | Lucie Konečná, Tomáš Grombíř          | 9. prosince 2016   | 0,558                |

### Druhá řada (2017)
| Č. v seriálu | Č. v řadě | Název                  | Režie              | Scénář                               | Datum premiéry  | Sledovanost (v mil.) |
| ------------ | --------- | ---------------------- | ------------------ | ------------------------------------ | --------------- | -------------------- |
| 83           | 1         | Drak                   | Jana Rezková       | Lucie Konečná, Tomáš Grombíř         | 6. ledna 2017   | 0,605                |
| 84           | 2         | Hospoda u herce        | Jana Rezková       | Magdaléna Turnovská, Tomáš Grombíř   | 13. ledna 2017  | 0,578                |
| 85           | 3         | Sexuální harašení      | Jana Rezková       | Jan Drbohlav, Marcela Kopecká        | 20. ledna 2017  | 0,563                |
| 86           | 4         | Pátkův syn             | Jana Rezková       | Lucie Konečná, Marcela Kopecká       | 27. ledna 2017  | 0,573                |
| 87           | 5         | Hlavně rychle          | Jaromír Polišenský | Magdaléna Turnovská, Marcela Kopecká | 3. února 2017   | 0,601                |
| 88           | 6         | Otec a syn             | Jaromír Polišenský | Jan Drbohlav, Marcela Kopecká        | 10. února 2017  | 0,567                |
| 89           | 7         | Vášeň mi jde           | Jaromír Polišenský | Lucie Konečná, Tomáš Grombíř         | 17. února 2017  | 0,599                |
| 90           | 8         | Mazací služba          | Jaromír Polišenský | Magdaléna Turnovská, Tomáš Grombíř   | 24. února 2017  | 0,570                |
| 91           | 9         | Dítě s pomlčkou        | Ján Novák          | Jan Drbohlav, Marcela Kopecká        | 3. března 2017  | 0,548                |
| 92           | 10        | Mojito v trenýrkách    | Ján Novák          | Lucie Konečná, Marcela Kopecká       | 10. března 2017 | 0,507                |
| 93           | 11        | Milovaná zatuchlina    | Ján Novák          | Magdaléna Turnovská, Tomáš Grombíř   | 17. března 2017 | 0,521                |
| 94           | 12        | Jedno tělo, jedna duše | Ján Novák          | Jan Drbohlav, Tomáš Grombíř          | 24. března 2017 | 0,532                |
| 95           | 13        | Doba trpaslíků         | Jana Rezková       | Lucie Konečná, Tomáš Grombíř         | 31. března 2017 | 0,558                |
| 96           | 14        | Všechno dobrý          | Jana Rezková       | Jan Drbohlav, Tomáš Grombíř          | 7. dubna 2017   | 0,527                |
| 97           | 15        | Máte problém?          | Jana Rezková       | Magdalena Turnovská, Marcela Kopecká | 14. dubna 2017  | 0,529                |
| 98           | 16        | Noc se spisovatelkou   | Jana Rezková       | Lucie Konečná, Marcela Kopecká       | 21. dubna 2017  | 0,548                |
| 99           | 17        | Hon na lišku           | Jaromír Polišenský | Magdalena Turnovská, Marcela Kopecká | 28. dubna 2017  | 0,551                |
| 100          | 18        | Milenka s.r.o.         | Jaromír Polišenský | Jan Drbohlav, Marcela Kopecká        | 5. května 2017  | 0,431                |
| 101          | 19        | Petr plete svetr       | Jaromír Polišenský | Lucie Konečná, Tomáš Grombíř         | 12. května 2017 | 0,400                |
| 102          | 20        | Míčkem mezi oči        | Jaromír Polišenský | Magdalena Turnovská, Tomáš Grombíř   | 19. května 2017 | 0,408                |
| 103          | 21        | Slečna Tereza Marplová | Ján Novák          | Jan Drbohlav, Tomáš Grombíř          | 26. května 2017 | 0,442                |
| 104          | 22        | Alfons je Pepa         | Ján Novák          | Lucie Konečná, Tomáš Grombíř         | 2. června 2017  | 0,428                |
| 105          | 23        | Terčíky                | Ján Novák          | Magdaléna Turnovská, Marcela Kopecká | 9. června 2017  | 0,402                |
| 106          | 24        | Pečené kuře            | Ján Novák          | Jan Drbohlav, Marcela Kopecká        | 16. června 2017 | 0,446                |